# 史丹利·克拉克
史丹利·克拉克（1951年6月30日—）是美國爵士乐贝斯手、作曲家，曾信仰山達基教會。